# James Mayer
Pour les articles homonymes, voir Mayer.
James Mayer (1920-1944)  fut, pendant la Seconde Guerre mondiale, un agent secret mauricien du Special Operations Executive.

## Identités
- Nom de guerre SOE : « Frank »
- Nom de code opérationnel SOE : SEXTON
- Identité de couverture : Jacques André Mallet

Situation militaire : SOE, section F, general list ; grade : lieutenant ; matricule : 301337.

## Famille
James Mayer est le fils de Edwin E. et Mme Mayer, Tananarive, Madagascar.

## Éléments biographiques
James Andrew John Mayer naît le 20 avril 1920 à Madagascar.
Il réside en Afrique du Sud.
Pendant la guerre, le SOE l’envoie en France comme assistant du réseau ROVER de Charles Rechenmann. Il est parachuté le 12 février 1944.
Il est arrêté le 10 mai 1944 à Pont-à-Brac (commune de Nonaville, en Charente).
Déporté en Allemagne, il est exécuté à Buchenwald, le 10 septembre 1944, à l’âge de 24 ans.

## Reconnaissance

### Distinctions
- Royaume-Uni : Citation militaire britannique,
- France : croix de guerre 1939-1945 avec palme.

### Monuments
- En tant que l'un des 104 agents du SOE section F morts pour la France, James Mayer est honoré au mémorial de Valençay (Indre).
- Brookwood Memorial, Surrey, panneau 22, colonne 1.
- au camp de Buchenwald, une plaque, inaugurée le 15 octobre 2010, honore la mémoire des officiers alliés du bloc 17 assassinés entre septembre 1944 et mars 1945, notamment vingt agents du SOE, parmi lesquels figure « Mayer, Lt. J.A. ».
- Une rue lui a été dédiée à Tarbes, la rue Andie-Mayer, en mémoire de ses actions de résistance dans cette région où il avait été parachuté.